# Langelsheim
Langelsheim er en by i Landkreis Goslar, i den tyske delstat Niedersachsen med 11.361 indbyggere (2018-12-31).  Den  ligger ved nordenden af mittelgebirgekæden Harzen,

## Geografi
Kommunen ligger mellem floden  Innerste og dens biflod Grane, i nordenden af bjergkæden Harzen og Nationalpark Harzen, omkring  8 km nordvest for Goslar.
Få kilometer sydvest for byen er Innerste stemmet op til en kunstig sø  med dæmningen Innerstetalsperre, dels som drikkevandsreservoir, dels for at regulere strømmen ved store vandmængder. 

### Inddeling
- Astfeld (2.471 indb.)
- Bredelem (517 indb.)
- Langelsheim (6.115 indb.)
- Lautenthal (2.049 indb.)
- Wolfshagen im Harz (2.579 indb.)